# D253i
mova D253i（ムーバ・でぃ にー ごー さん アイ）は、三菱電機が開発した、NTTドコモによる第二世代携帯電話 (mova) 端末製品。

## 概要
253iシリーズで先陣を切って最初に登場。「3WAY STYLE」と呼ばれる2段階のスライドスタイルを採用した。テンキーの最下段が露出する所までスライドさせると、1段目のスライド、フルスライドさせると2段目のスライドになり、閉じた時と合わせてそれぞれ3つの機能を使い分ける事ができる。D506iで採用された「音声シャッター」機能や最大60秒の動画を本体メモリに記録できる、253iシリーズ唯一の動画撮影機能を搭載する。ATOKはAI推測変換を搭載し、絵文字の連続入力も可能。着信メロディは32和音に対応。
iアプリには非対応だったが、「お玉やコンコン」、「箱庭ゴルフ」、「フワdeポン」の3種類のゲームを内蔵していた。
エントリーモデルであったが、ドコモ、そして三菱電機初のスライド式携帯電話であった。かつて「フリップの三菱」というイメージを印象付けていた三菱電機であったが、D2101Vを最後にフリップ式携帯電話を製造しなくなり、それ以降は他社同様に折りたたみ式携帯電話を中心に製造していたため、他社との差別化が薄れていた。そこでこのモデルが登場し、後に「スライドの三菱」を印象付けるための重要な機種になった。ただし、D253iはドコモのmova（PDC）では最初で最後のスライド式であり、また、次の同社のスライド式端末D901iがSymbian OSを採用したため、最初で最後の自社OSのスライド端末となった。さらに、この2段階スライド機能もD901iには採用されなかったため、最初で最後となった。

## 歴史
- 2004年9月15日：N253i、P253iと同時にドコモから発表
- 2004年10月1日：発売
- 2012年3月31日：movaサービス終了により使用はこの日限りとなる。

## 不具合
- 2004年10月1日：ロッソ、アズーロの一部機種にカメラが青みがかる不具合。一時販売中止。